# Rhipidolestes hiraoi
Rhipidolestes hiraoi är en trollsländeart som beskrevs av Yamamoto 1955. Rhipidolestes hiraoi ingår i släktet Rhipidolestes och familjen Megapodagrionidae. Inga underarter finns listade i Catalogue of Life.